# Nikon P900
La Nikon Coolpix P900 es una cámara bridge digital con superzoom anunciada por Nikon el 2 de marzo de 2015. Con un límite de zoom de 83 aumentos y una distancia focal máxima 2000 mm equivalente a 35 mm, era la cámara puente con mayor zoom en el momento de su anuncio, un récord que mantuvo durante casi dos años, hasta el lanzamiento de Pixpro Astro Zoom AZ901 de Kodak a principios de 2017 con su relación de zoom de 90×. El récord fue superado más tarde por el sucesor del P900, el Nikon P1000 el 6 de septiembre de 2018, un récord que aún mantiene en septiembre de 2020. La P900 complementó a su modelo hermano con un zoom más corto, la Nikon Coolpix P610, que se anunció unas semanas antes. También está disponible la Coolpix P950, que es casi idéntica a la P900, y agrega varias mejoras, siendo las más notables una zapata de flash, video 4K y captura RAW.